# Katekyō Hitman Reborn!
Katekyō Hitman Reborn! (家庭教師ヒットマンReborn! Katekyō Hittoman Ribōn!?) es una serie de manga escrita e ilustrada por Akira Amano. Comenzó como un one-shot publicado en la revista Shūkan Shōnen Jump en 2003, la cual fue utilizada como piloto para el manga que comenzó en mayo de 2004 en la misma revista y finalizó el 12 de noviembre de 2012, con 408 capítulos publicados en total. El 7 de octubre de 2006 se estrenó la adaptación animada del manga por Artland, en la compañía televisiva japonesa TV Tokyo.
La historia sigue a Tsunayoshi "Tsuna" Sawada y su "familia" en su misión por convertirse en el décimo jefe de la familia Vongola. Es publicado en España por Planeta DeAgostini con el título Tutor Hitman Reborn!. Viz Media licenció la serie e imprimió el primer volumen en Estados Unidos en octubre de 2006 bajo el nombre Reborn!.

## Argumento
Katekyō Hitman Reborn! trata sobre Tsunayoshi Sawada (沢田綱吉, Sawada Tsunayoshi), llamado perdedor Tsuna, es un chico normal hasta que su pariente Timoteo (el 9.º Jefe de la familia Vongola) le comunica que él va a ser su sucesor. Para que Tsuna este preparado para el momento en el que el sea el 10.º Jefe, manda a su casa a un tutor personal llamado Reborn que le ayudara a ser un buen Jefe gracias a un arma especial de la familia Vongola, y que en ciertas ocasiones le ayudara a continuar su vida normal de una sola pieza. Luego aparecerán más personajes que le harán la vida más difícil y a la vez más divertida a Tsuna.